# Adaptive Server Anywhere
Sybase Adaptive Server Anywhere (ASA) es un Sistema administrador de bases de datos relacionales (RDBMS) de alto rendimiento, que dentro de su funcionalidad incluye gestión de transacciones, un optimizador de consultas auto-afinable, integridad referencial, procedimientos almacenados Java y SQL, triggers, bloqueo a nivel de registro, programación de eventos y recuperación automática. ASA es desarrollado por iAnywhere, subsidiaria de Sybase.

## Historia
Sybase ASA comenzó su vida como Watcom SQL - un servidor de bases de datos SQL manufacturado por Watcom International Corporation. Fue originalmente creada para los sistemas operativos Microsoft DOS y QNX en 1992.
En 1994 Watcom fue adquirida por Powersoft. Luego en 1995, Powersoft fue adquirida por Sybase y la versión 5.0 de Watcom SQL se rebautizó como Sybase SQL Anywhere.
En 1999, Sybase lanzó al mercado SQL Anywhere Studio versión 6.0, un paquete completo para la gestión de datos, para uso en ambientes móviles, de escritorio y de trabajo en grupo. Este sistema incluía el Sistema administrador de bases de datos relacionales SQL Anywhere, pero rebautizado como Adaptive Server Anywhere, y un conjunto de herramientas para el diseño y gestión de bases de datos, creación de reportes y formas, uso de bases de datos en la Web y la replicación de bases de datos a usuarios móviles.
En mayo de 2000, Sybase transformó su división de computación móvil en su subsidiaria, la compañía iAnywhere. Desde entonces, esta división de Sybase ha continuado con el desarrollo de SQL Anywhere Studio.
La versión actual de SQL Anywhere Studio, que incluye ASA, es la 9.0.2, originalmente liberada en 2002. En abril de 2006 Sybase anunció la disponibilidad de una versión preliminar (no comercial) de la versión 10.0 de SQL Anywhere Studio.

## Principales características

### Fácil administración
ASA incluye características de auto-administración y auto-afinamiento que están enfocadas a minimizar la necesidad de un administrador de la base de datos (DBA). Poderosas herramientas gráficas de desarrollo - incluyendo un editor de consultas, un depurador de procedimientos almacenados y una herramienta para el monitoreo de la sincronización de datos - dan a los desarrolladores un acceso más rápido y fácil a los datos. Adicionalmente, las sofisiticadas características de gestión y programación de eventos permiten al DBA configurar ASA para que ejecute un conjunto de acciones a horas pre-definidas o al ocurrir cierto evento, tal como exceder límites máximos de almacenamiento.

### Rendimiento y escalabilidad
ASA está diseñado para soportar altos volúmenes de usuarios y datos. El alto rendimiento se consigue con tan solo instalarlo, a través de su optimizador auto-afinable y algoritmos innovadores para el procesamiento de consultas SQL. ASA soporta una amplia variedad de plataformas, desde potentes servidores con múltiples procesadores, hasta dispositivos móviles con PocketPC, en donde requiere alrededor de 4 MB de memoria.

### Seguridad
ASA incluye opciones de cifrado de 128 bits, tanto para comunicaciones como para el archivo de la base de datos. El cifrado de la comunicación protege la confidencialidad e integridad de los datos en la medida en que viajan entre el dispositivo cliente y el servidor de bases de datos.

### Soporte a un amplio conjunto de plataformas, herramientas y fuentes de datos
ASA fue construido bajo la premisa de que a los desarrolladores se les debe dar la opción de elegir las herramientas, tecnologías y plataformas que mejor respondan a sus necesidades y conserven sus inversiones actuales en sistemas, bases de datos, conocimientos y herramientas. ASA opera sobre un amplio rango de sistemas operativos (Microsoft Windows, Unix, Novell Netware, Mac OS, PocketPC, etc.), trabaja con diferentes herramientas de desarrollo (Sybase PowerBuilder, Microsoft Visual Studio, Borland Delphi, etc.) y lenguajes (C, Visual Basic.NET, Java, Perl, PHP, etc.). Implementa diferentes estándares de acceso a datos (ODBC, OLE DB, JDBC, ADO.NET, etc.) y cuenta con soporte a XML, un servidor de Servicios Web, la habilidad de invocar Servicios Web externos, la capacidad de importar/exportar XML y funcionalidad SQLX.